# Philodromidae
Philodromidae Thorell, 1870 è una famiglia di ragni appartenente all'infraordine Araneomorphae.

## Etimologia
Il nome deriva dal greco φὶλος, phìlos cioè in modo amichevole, filiale e δρόμος, dròmos, cioè corsa probabilmente per l'andatura tranquilla e ingannevole che questi ragni assumono nell'avvicinarsi alla preda, molto simile a quella dei granchi, ed il suffisso -idae, che designa l'appartenenza ad una famiglia.

## Caratteristiche
Sono simili per vari aspetti ai ragni-granchio della famiglia Thomisidae, pur differendone per avere meno filiere e una conformazione diversa del capo. Il secondo paio di zampe è più lungo degli altri tre, fino a giungere al genere Ebo in cui questo paio di zampe è il doppio del primo paio. La colorazione è principalmente sul marrone, poi grigio e giallognolo, spesso chiazzato. La lunghezza del corpo non supera i dieci millimetri. Sull'addome quasi tutti i generi posseggono un disegno simile ad una foglia.

## Comportamento
Non usano filare ragnatele ma ricoprono di seta accuratamente il sacco ovigero.

## Distribuzione
Pressoché cosmopoliti, tranne l'Indonesia e parte dell'Arabia Saudita.

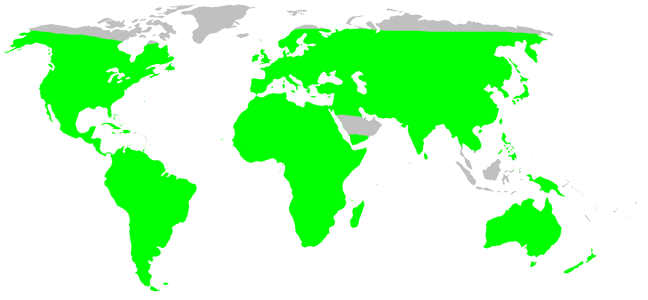
Philodromidae, distribuzione

## Tassonomia
Attualmente, a novembre 2020, si compone di 31 generi e 536 specie;
La suddivisione in sottofamiglie segue quella dell'entomologo Joel Hallan:
- Pedinopisthinae
  - Pagiopalus Simon, 1900 - Hawaii
  - Pedinopistha Karsch, 1880 - Hawaii

- Philodrominae
  - Apollophanes O.P.-Cambridge, 1898 - dagli USA a Panama, India, Russia, Corea
  - Bacillocnemis Mello-Leitão, 1938 - Argentina
  - Berlandiella Mello-Leitão, 1929 - Brasile
  - Celerrimus Lecigne, Cornic, Oger & Van Keer, 2019 - Francia, Spagna
  - Cleocnemis Simon, 1886 - America meridionale
  - Ebo Keyserling, 1884 - Argentina, America settentrionale, India, Russia, Israele
  - Eminella Özdikmen, 2007 - Argentina[3]
  - Fageia Mello-Leitão, 1929 - Brasile
  - Gephyrellula Strand, 1932 - Brasile
  - Gephyrina Simon, 1895 - America meridionale
  - Gephyrota Strand, 1932 - Africa, Asia
  - Halodromus Muster, 2009 - Isole Capo Verde, Isole Canarie, Israele, Algeria, Tunisia, Yemen, Eritrea
  - Hirriusa Strand, 1932 - Africa
  - Metacleocnemis Mello-Leitão, 1929 - Brasile
  - Paracleocnemis Schiapelli & Gerschman, 1942 - Argentina
  - Petrichus Simon, 1886 - America meridionale
  - Philodromops Mello-Leitão, 1943 - Brasile
  - Philodromus Walckenaer, 1826 - ben 236 specie diffuse nella Regione olartica, America, Australia, Africa e Asia meridionale
  - Procleocnemis Mello-Leitão, 1929 - Brasile
  - Pulchellodromus Wunderlich, 2012 - dal Mediterraneo al Kazakistan, Tibet, isole Canarie
  - Rhysodromus Schick, 1965 - Regione paleartica
  - Suemus Simon, 1895 - Africa, Vietnam
  - Thanatus C. L. Koch, 1837 - Africa, Regione olartica, America meridionale
  - Tibellus Simon, 1875 - Africa, America, Regione olartica, Asia meridionale
  - Tibitanus Simon, 1907 - Africa
  - Titanebo Gertsch, 1933 - USA[4]
  - Vacchellia Caporiacco, 1935 - Karakorum

- Pselloninae
  - Psellonus Simon, 1897 - India
  - Pseudopsellonus Balogh, 1936 - Nuova Guinea

### Generi fossili
- Euthanatus Petrunkevitch, 1950 †; - fossile
- Medela Petrunkevitch, 1942 †; - fossile

### Generi trasferiti, inglobati, non più in uso
- Paratibellus Simon, 1932 - dall'Europa all'Asia centrale[5]
- Senoculifer Balogh, 1936[6] - Nuova Guinea